# Civilisation de Caral
La civilisation de Caral, également appelée civilisation de Caral-Supe ou encore civilisation de Norte Chico, est une société précolombienne complexe qui comprenait trente centres majeurs de population dans ce qui est aujourd'hui la région de Norte Chico, au centre de la côte nord de l'actuel Pérou, à environ 200 kilomètres de Lima. C'est la plus ancienne civilisation connue d'Amérique, dont l'âge d'or se situe entre le XXXe et le XVIIIe siècle av. J.-C.,. La dénomination Caral-Supe vient du site archéologique de Caral dans la vallée de la rivière Supe. Cette société du Norte Chico émergea juste un millénaire après celle de Sumer, fut contemporaine des pyramides de l'Égypte antique et précéda celle des Olmèques de près d'un millénaire.

## Caractéristiques

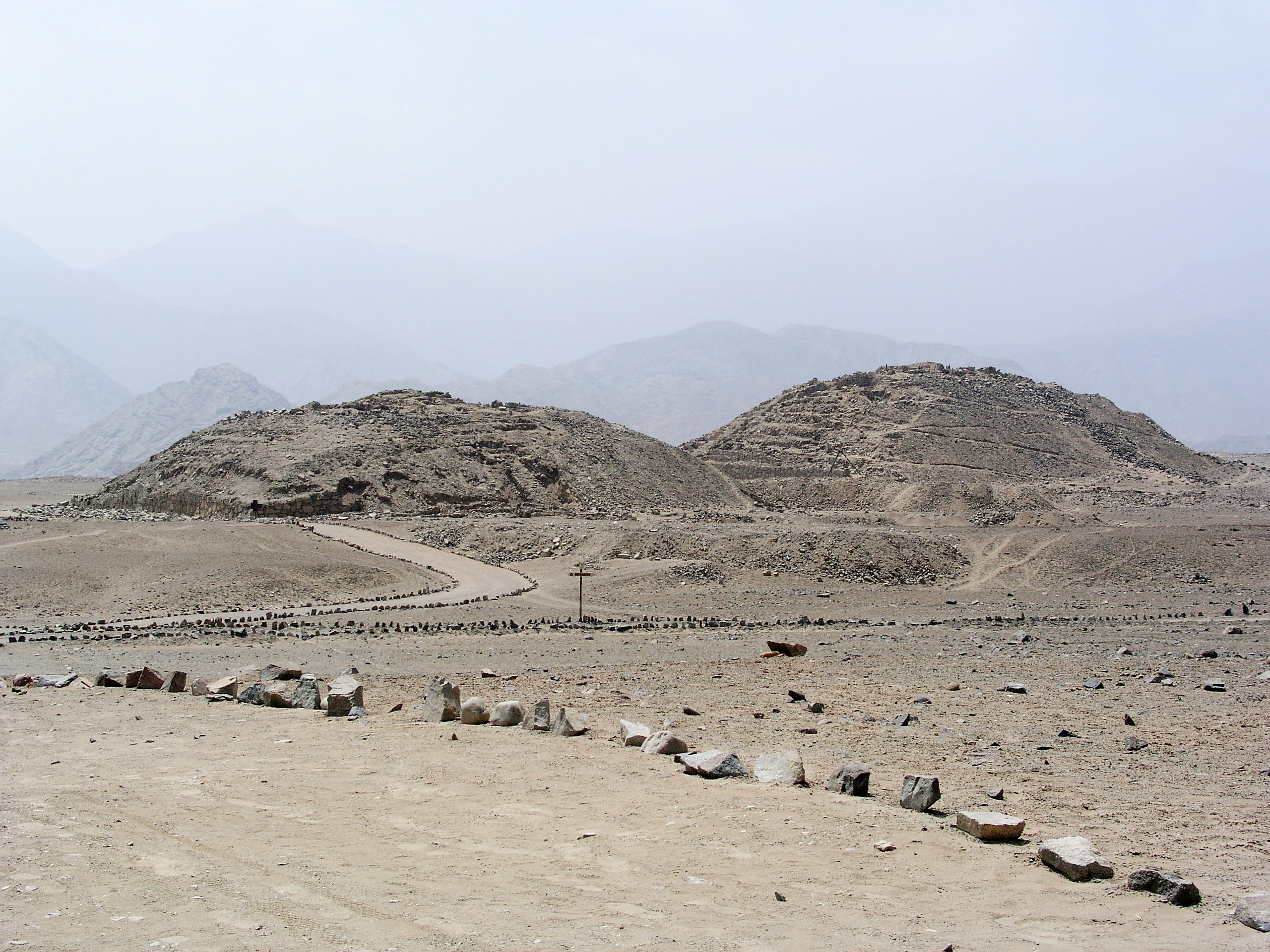
Vestiges de pyramides de la civilisation de Caral

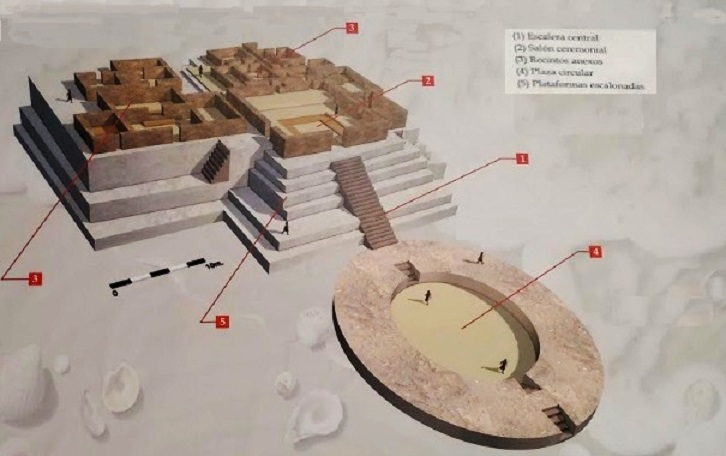
Reconstitution de l'ensemble pyramidal d'Aspero.

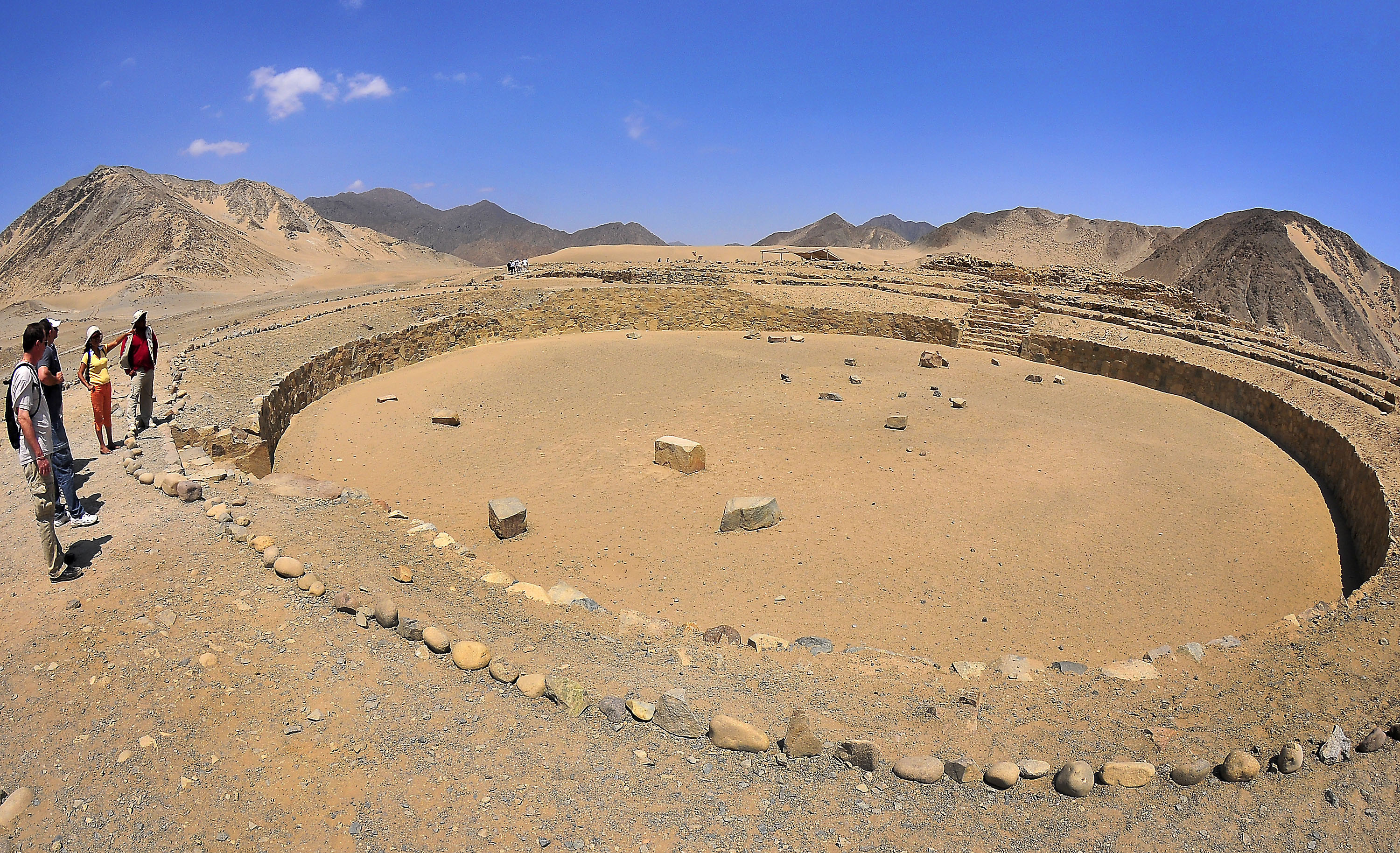
L'amphithéâtre

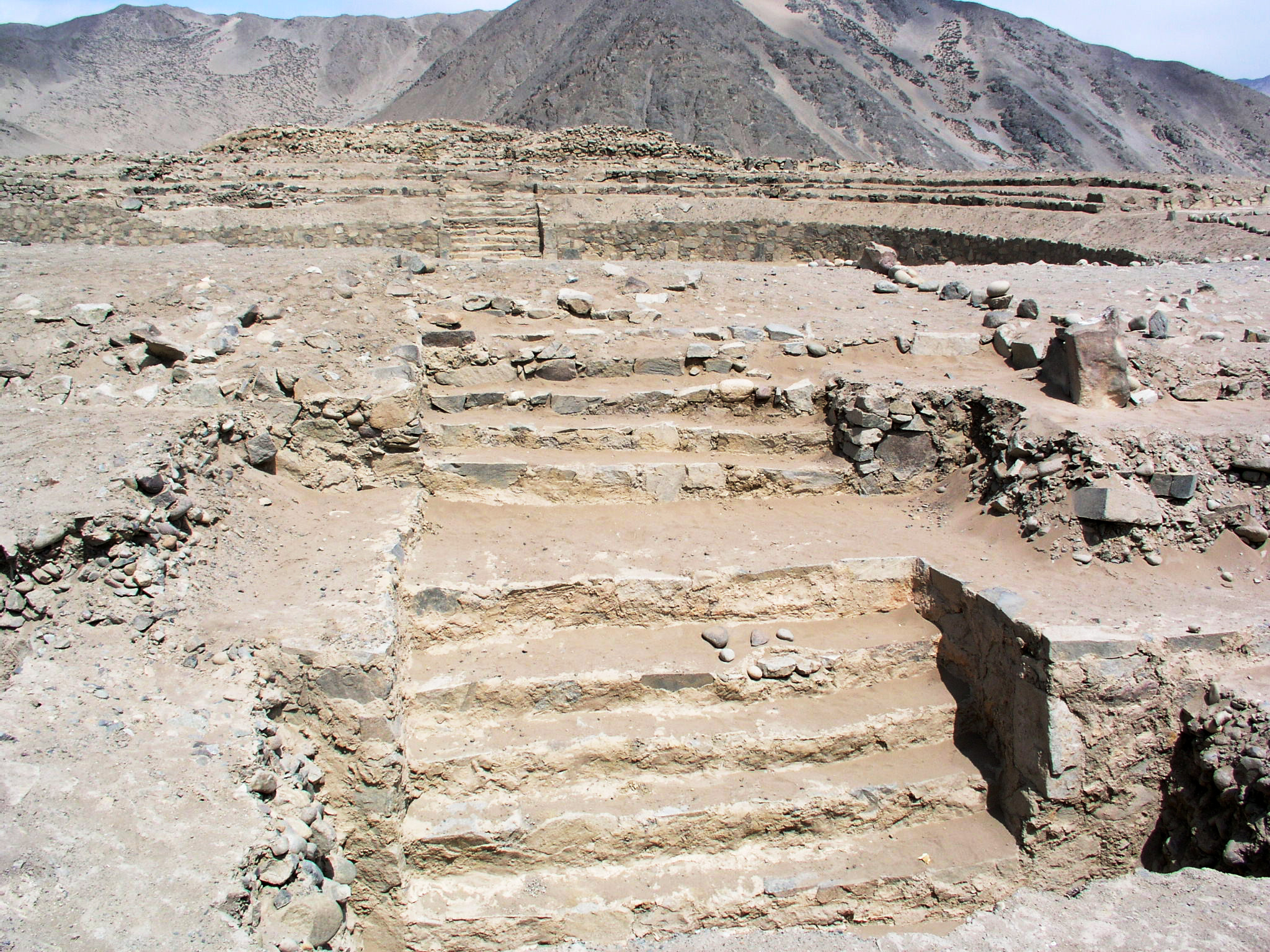
Accès à la terrasse

Dans la nomenclature archéologique, Caral est une culture pré-céramique de l'Archaïque tardif précolombien ; on n'y retrouve aucune céramique et, selon les traces archéologiques, elle semble avoir été largement dépourvue de réalisations artistiques. La plus impressionnante réalisation de cette civilisation est son architecture monumentale, comprenant des plateformes surélevées et des places circulaires creuses. Des traces archéologiques suggèrent une possible maîtrise du textile ainsi qu'un culte lié à des symboles divins, deux éléments récurrents des cultures précolombiennes. Une forme complexe de gouvernement semble avoir été mis en place pour diriger la société, mais des questions restent en suspens concernant son organisation et, en particulier, l'impact de la gestion des ressources vivrières sur la politique.
Sur près de 1000 ans d’histoire, ils ont bâti un large site consistant en six pyramides, un amphithéâtre, un temple  et plusieurs habitations dans la plateforme laissée vierge au centre des pyramides. Les archéologues n'ont trouvé trace d'aucune fortification ni d'aucune arme. La société de Caral  a prospéré autour d’une économie de commerce complexe, axée sur le troc avec les pêcheurs de la côte avec lesquels ils échangeaient des filets de pêche tissés avec le coton  qu’ils produisaient contre du poisson . Des vestiges de flûte en os et de coquilles d'escargot  utilisées dans la fabrication de colliers ont été retrouvés sur le site ; cependant ce genre de marchandises ne pouvait provenir de cette région et venait donc du commerce effectué avec d’autres parties du continent .
L’aménagement de canaux provenant de rivières permettait l’agriculture : de nombreuses rivières descendant des Andes vers la mer passant par le site créaient une oasis propice à l’agriculture. Les aliments cultivés étaient notamment les haricots, les courges et les patates douces. De plus, ils cultivaient le coton, mais ne maîtrisaient pas l’élevage de bétail . Le coton avait une importance toute particulière puisqu'il servait non seulement à la confection de vêtements, mais était aussi un élément important du troc qu’ils pratiquaient à plus de 300 km à la ronde.
Les flûtes sont en os de condor. Elles démontrent un intérêt pour la musique et les rituels de la part des membres de la civilisation de Caral. Ces flûtes reflètent également une partie importante de leurs vies, soit le commerce qu’ils faisaient à grande échelle. En effet, les flûtes sont sculptées dans des os de condor et proviennent de la forêt amazonienne .
En 2015, des chercheurs découvrent, sur le site archéologique de Vichama (es) 11° 01′ 36,854″ S, 77° 38′ 06,025″ O, des statuettes de boue peintes représentant des figurines humaines. Leur âge est estimé à 3800 ans. Ces statuettes ont été découvertes dans un panier de roseaux attachés avec des fils de coton. Elles étaient situées dans les ruines d'un bâtiment.

## Découverte archéologique
Les archéologues ont pris conscience de la présence de sites anciens dans cette région d'Amérique au moins depuis les années 1940. Des travaux plus anciens ont eu lieu à Aspero, à proximité de la côte, un site identifié en 1905, puis à Caral, plus à l'intérieur des terres. Des archéologues péruviens conduits par Ruth Shady Solis fournirent la première étude approfondie de la civilisation, à la fin des années 1990, grâce à des travaux entrepris à Caral. Un article de 2001 paru dans la revue Science rapporte une étude sur Caral et, en 2004, un article de Nature décrit le travail de terrain et les datations au carbone effectuées sur une zone plus étendue. Ceux-ci révèlent l'importance de la civilisation de Caral et piquèrent la curiosité du public.

## Histoire et géographie

### Repères chronologiques
La civilisation de Caral a prospéré entre 3000 et 1800 av. J.-C., en même temps que la culture Valdivia, en Équateur. La société complexe de Caral émergea juste un millénaire après les sumériens et fut contemporaine des pyramides d'Egypte ; elle précéda les mésoaméricains Olmèques de près de deux millénaires.
Le Pérou Andin a été reconnu comme une zone de développement de civilisations, au même titre que le croissant fertile, par exemple. Ces régions sont au nombre de six dans le monde ; l'Amérique en compte deux, le Pérou Andin et la Mésoamérique.
La culture de Chavin, vers 900 av. J.-C., a longtemps été considérée comme la première civilisation de la région et est toujours généralement citée comme telle.

### Aire d'expansion
La découverte du site de Caral a déplacé les recherches auparavant effectuées dans les hautes terres des Andes (où les Chavins puis les Incas avaient leurs centres majeurs) vers le littoral péruvien et les régions côtières. 
Le site de Caral est situé dans une région au Nord-Est de la côte, environ à 200 kilomètres de Lima ; il est grossièrement limité par la vallée de Lurín, au Sud, et la vallée de Casma, au Nord. Il comprend quatre vallées côtières : Huaura, Suoe, Pativilca et Fortaleza. Les sites connus sont concentrés dans les trois premières vallées, qui partagent une plaine côtière commune. Celles-ci couvrent seulement 1800 km² et les recherches ont porté sur les centres de population les plus denses. 
En comparaison avec d'autres centres mondiaux de développement, le littoral péruvien apparaît par ailleurs un candidat surprenant pour les premiers développements d'une civilisation. La région est extrêmement aride, en raison de l'influence des Andes, à l'est, et des alizés du Pacifique, à l'ouest, qui arrêtent les précipitations. La région est cependant ponctuée de plus de cinquante rivières qui transportent la neige fondue des Andes et le développement d'une irrigation importante grâce à ces eaux de sources semble décisif dans l'émergence de Caral. Toutes les architectures monumentales trouvées sur les différents sites ont été trouvées près des canaux d'irrigation.

## Disparition du peuple de Caral
La disparition d’une civilisation  aussi prospère s’est étalée sur un siècle soit entre -1900 et -1800. Le site étant situé à la rencontre de deux plaques tectoniques  les tremblements de terre  sont chose courante et ce tant à l’époque que maintenant, selon l’archéologue Ruth Shady. La population s’en accommodant facilement, réparant fissure et autre dommage apporté aux structures. Cependant, une série de tremblements de terre d’une puissance minimum de 7 sur l’échelle de Richter, accompagnée du phénomène climatique El Niño, a entrainé la déchéance de ce peuple. Sur les bâtiments, des traces de réparation de fissures dues à d’anciens tremblements de terre sont visibles, tandis que les dernières fissures avant la disparition du peuple de Caral n’ont pas été réparées, ce qui permet de mesurer l’ampleur des dégâts causés. Par la suite, le sable ayant recouvert le tout, les structures ont été préservées des secousses sismiques suivantes et sont donc dans l’état où les habitants les ont laissées.
El Niño est déclenché par un réchauffement de l’océan près des côtes péruviennes, là où se trouvent des courants froids. Le mélange de chaud et froid provoque des pluies très intenses et la disparition de nombreuses sortes de poissons pendant la période du phénomène, ainsi que des glissements de terrain. El Niño peut également laisser des traces sur les coraux, ce qui permet de dater et d’affirmer la présence de ce phénomène climatique à ce moment-là. A l'époque, les éboulements causés par les tremblements de terre furent charriés par les abondantes eaux de pluie, créant des barrages dans les rivières et détruisant certaines constructions. Le vent causé également par ce phénomène entraîna le sable du littoral et couvrit les terres agricoles, détruisant tous les efforts de survie du peuple de Caral.
Selon Ruth Shady, archéologue ayant découvert et procédé aux fouilles du site archéologique de Caral, c’est un El Niño plus puissant que les autres ou une accumulation de plusieurs événements coup sur coup qui aurait causé la fin de cette civilisation. Des photos satellites, l’étude des coraux, ainsi que des preuves sur le site archéologique-même ont confirmé la probabilité de cette hypothèse. Des fissures non réparées, et des couches de sable non déblayées à l’intérieur des structures ont permis à l'archéologue d’accorder plus de crédibilité quant à la véracité de cette théorie.

### Vidéographie
- Taylor, Martin (2002) Les Pyramides oubliés de Caral [Enregistrement vidéo], Royaume-Uni, Horizon, 50 min